# Kapszaicin
A kapszaicin elsősorban a paprikafélékben (Capsicum nemzetség) előforduló, azok csípős ízt adó hatásáért felelős alkaloid, melynek farmakológiai hatásai a fájdalomérző idegrostok ingerléséhez, működéséhez, továbbá a gyulladási folyamatokat kiváltó mechanizmusokhoz köthetők. Nevét a paprika anyanövény botanikai latin elnevezéséből (Capsicum annum) kapta.

## Kapszaicin a konyhában
A kapszaicin a paprika növény (Capsicum annum) termésének alkaloidja, mely legnagyobb koncentrációban a termés vastag erezetében (placenta) fordul elő. A kapszaicin égető, csípő érzést vált ki a nyelven, a száj nyálkahártyáján, a bőrön és a szembe kerülve egyaránt. A kapszaicinnel érintkező területeken erős vérbőség alakul ki, de a tünetegyüttes sohasem fokozódik akut gyulladássá. 
Bár a kapszaicin vízben rosszul oldódik, de még ez az alacsony koncentráció is elegendő mennyiség ahhoz, hogy a rendkívül érzékeny fájdalomérző idegvégződéseken és termoreceptorokon a hatás kialakuljon. A kapszaicin kötődése a fájdalomérző idegvégződésekhez kiváltja az égő fájdalom érzését, amely akkor is tovább tart, ha a kapszaicint eltávolítják. Ennek oka, hogy az idegvégződéseken olyan neurokémiai folyamatok indulnak be, amelyek a kapszaicin eltávolítása után is tovább működnek. Ezért nem sokat segít, ha vízzel lemossák vagy vízivással próbálják enyhíteni az égő fájdalom érzését.
A rendszeres kapszaicin fogyasztás (fűszer formájában is) fokozatosan érzéketlenné teszi a fájdalomérző idegvégződéseket a szájban, melynek eredményeként a csípős ízt kedvelők egyre kevésbé érzik kellemetlenül égetőnek az erős paprikát, vagy a csilit. A kapszaicin – mint az irritatív kémiai anyagok általában – reflexesen fokozza a nyálelválasztást és fokozza az emésztőnedvek termelését is. Ezek a reflexesen kiváltott szekréciós folyamatok azonban csökkennek, amikor a rendszeres fogyasztás miatt a fájdalomérző idegvégződések érzéketlenebbé válnak (deszenzibilizálódnak). A kapszaicin közvetlenül nem okoz sem gyomor-, sem patkóbélfekélyt, de az általa reflexesen kiváltott intenzív savtermelés már okozhat ilyen gondokat, ami igaz sok más fűszer fogyasztására is.

## Történeti visszatekintés

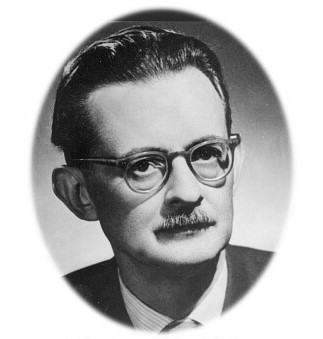
Jancsó Miklós (1903-1966) farmakológus

A kapszaicint első ízben P. A. Bucholz német gyógyszervegyész kristályosította 1816-ban paprikából, mely – a fennmaradt tisztítási eljárás leírása alapján – feltehetően nem volt homogén minta, és más kapszaicinoidokat is tartalmazott. Ezt követően 30 évvel később, 1846-ban L. T. Thresh már sikerrel izolálta tisztán a Capsicum család csípős hatóanyagát, és kapszaicinnek (capsaicin) nevezte el. A kapszaicin által kiváltott hatások vizsgálatát a 19. században a magyar kísérleti orvostudomány úttörő alakja, Hőgyes Endre kezdte el, aki 1878-ban publikálta ezzel kapcsolatos kísérleti eredményeit. Hőgyes feltételezte, hogy a kapszaicin szelektíven hat az érző (szenzoros) neuronokra, és azokat ingerelve fájdalmat vált ki. Ebben az időben a molekula szerkezete még nem volt ismert, ezért a farmakológiai hatás pontos mechanizmusára vonatkozó megállapításokra még várni kellett. A kapszaicin kémiai szerkezetét E. K. Nelson amerikai vegyész állapította meg 1919-ben. A molekula szerkezeti képletéből kiderült, hogy az a homovanilinsav származéka. A molekulát először 1930-ban E. Spath és F. S. Darling szintetizálta, visszaigazolva E. K. Nelson szerkezetre vonatkozó megállapítását.
Az 1950-es évek első felében Szegeden, Jancsó Miklós (1903–1966) farmakológus/fiziológus fedezte fel, hogy a – Hőgyes által leírt – fájdalomérző neuronok izgatása mellett a kapszaicinnel többször kezelt kísérleti állatok egy idő után elveszítik fájdalomérző képességüket, és nem reagálnak a fájdalmas ingerekre. Ez a megfigyelés nemcsak farmakológiai érdekesség volt, hanem egy új módszer és lehetőség a fiziológusok kezében, amelynek segítségével a szervezet bonyolult neuronhálózatában azonosítani lehetett a fájdalomérző neuronokat. Jancsó korai halála után a vizsgálatokat a Szegedi Orvostudományi Egyetemen munkatársai folytatták.
Kimutatták, hogy normális fiziológiás körülmények között a kapszaicinérzékeny idegrostokból a fájdalmas ingerek hatására olyan neuropeptidek szabadulnak fel, amelyek gyulladási folyamatok elindításáért felelősek. Később ezeket az anyagokat mint neuropeptideket (P-anyag, neurokinin A, CGRP ) azonosították.

## A kapszaicin kémiai, fizikai tulajdonságai
A kapszaicin fehér színű, szagtalan, tapintásra ragadós por, vagy nem kellően tiszta formában kissé viaszos anyag, melynek olvadáspontja 62–65 °C. A molekula kémiailag stabil, hőnek, forralásnak, vagy fagyasztásnak ellenáll. A tárolást tiszta (kristályos) formában vagy oldott állapotban, de akár fűszerpaprikában, konyhai körülmények között is jól bírja. Vízben rendkívül rosszul oldódik (0,0013 g/100 ml) de a rossz vízoldékonysága sem jelent akadályt abban, hogy hatását fűszerként kifejtse. A kapszaicinmolekula nitrogénatomja által biztosított alkalikus karaktere miatt savakban jól oldódik. Ugyancsak jól oldódik szerves oldószerekben, mint alkoholokban, éterben. A kapszaicin hosszú apoláris láncvége lipofil karaktert biztosít a molekulának, ami kiváló zsíroldékonysággal jár együtt.

## Scoville-egység
Régen, a paprika kapszaicintartalmát biológiai úton, annak hígítással történő csípősségi küszöbszintje alapján határozták meg ízleléssel (Scoville-egység). Ezt az olcsó, de nagyon pontatlan, szubjektív mérési módszert a modern, hordozható analitikai eszközök ma már kiszorították a gyakorlatból.

## A kapszaicin deszenzibilizációs hatása
Ha farmakológiai vizsgálat során a kísérleti állatok (patkány, tengerimalac) fokozatosan emelkedő dózisban 8–18 alkalommal (sc. vagy ip. – azaz a bőr alá vagy hashártyába juttatva) kapnak izotóniás oldatban kapszaicint (összesen 12–60 mg-ot), akkor ez a kezelés teljesen érzéketlenné teszi az állatok érzékelő receptorainak nagy részét. Ezt a hatást a szaknyelv deszenzibilizációnak nevezi, ami azt jelenti, hogy az állatok teljesen érzéketlenné válnak nem csak a kapszaicinnel, hanem sok más izgató anyaggal szemben is. Az állatok nem érzékelik a nyelvükre helyezett kapszaicines oldat csípős hatását, és ugyancsak érzéketlenné válnak a bőrizgató és maró anyagok okozta fájdalommal szemben is. Teljesen megszűnik az érzékenységük a köhögést, tüsszentést, könnyezést vagy viszketést kiváltó anyagokkal, ingerekkel szemben. Ugyanakkor a mechanikai ingerekkel szembeni érzékenységük változatlan formában megmarad. Ez gyakorlatban azt jelenti, hogy a szemükbe cseppentett kapszaicines oldat, citromsav, ecetsav nem csípi az állatok szemét, de a cornea (szaruhártya) mechanikus izgatása során elhárító, védekező magatartást mutatnak. Szembetűnő változás áll be az állatok hőregulációjában is. A deszenzibilizált állatok hűvös helyen tartva érzékelik a hideget, fáznak, remegnek, szőrüket borzolják, és élettani értelemben anyagcseréjüket „fűtésre” állítják. Ugyanakkor testhőmérsékletüknél kissé magasabb hőmérsékleten tartva őket a meleget nem érzékelik, képtelenek a meleg ellen védekezni, ami a pusztulásukhoz vezet. A hőregulációjuk egyoldalú felborulása a hipotalamuszban található hőközpont tartós károsodásával magyarázható.

## A hőérzékelés és a kapszaicin
Az emberi test perifériáján, a bőrben, az orr- és szájüregben, a garat falán, továbbá a végbél belső felületén termoreceptorok találhatók, amelyek az adott terület hőmérsékletét érzékelik. A központi idegrendszer hőszabályzó mechanizmusában résztvevő agyi területek a receptorokból származó ingerületek alapján szabályozzák a testhőmérsékletet. Bár a periférián a hőérzékelés pontszerű, melyben meleg- és hidegérzékeny pontokat (termoreceptorokat) lehet megkülönböztetni, ennek ellenére egy terület hőérzetét nem pontszerű felbontásban érzékeljük. 
Hőmérséklet-érzékenysége alapján két termoreceptor-típus különböztethető meg. A hidegérzékelő receptorok hőérzékelő tartománya 10–40 °C közé esik, míg a melegérzékelők tartománya 30–45 °C közötti értéken található. Az értékekből kitűnik, hogy a hőreceptorok érzékelési tartományai átfedik egymást. 
A hőreceptorok működésének megértését az úgynevezett hőmérséklet-érzékeny TRP ioncsatornák felfedezése tette lehetővé a 20. század végén. A csatornák a receptorokban a hőmérséklet-változás mértékétől függően nyílnak vagy záródnak, melynek eredményeként nagyfokú Ca2+-beáramlás történik a sejt belsejébe. A Ca2+-beáramlás fontos tényezője a receptorból az agy irányába kiinduló ingerület kialakulásának. A TRP csatornáknak több fajtája ismert. Ezek némelyike nem csak a hőmérséklet változására, de endogén (belső eredetű) szöveti hormonokra, valamint exogén (külső eredetű) kémiai anyagokra is érzékeny. Ezek a kémiai anyagok hőmérséklet-változás nélkül is csatornanyitást provokálnak. A csatornákhoz nagy affinitással kötődő, és ott Ca2+-beáramlást előidéző anyagok egyik legismertebb képviselője a kapszaicin. 
Azokat a TRP ioncsatornákat, amelyek képesek kapszaicint megkötni, vanilloid-1 receptornak (TRPV1), vagy némely esetben kapszaicin receptornak is nevezik. Amikor kapszaicin jut a bőrre, a hőreceptorok TRPV1 típusú csatornái megnyílnak, és az adott hőmérséklettől függetlenül meleget jeleznek a központi idegrendszer felé. Ezt a „fals” meleget érzékeljük, mint az erőspaprika hatását a bőrön, az orr- és szájüregben, vagy a végbél belső felületén.

## A fájdalomérzés és a kapszaicin
A szervezetet belülről vagy kívülről érő, a szöveteket roncsolni vagy károsítani képes behatásokat – mint gyulladás, rákos daganat, ütés, égési sérülés – az ember fájdalomként érzékeli. A fájdalomérzetet az idegvégződésekben elhelyezkedő, kationokat átengedni képes, specifikus TRP csatornák nyitása, zárása indítja el. A fájdalmas behatások érzékelése tehát a hőérzékelésnél leírtakhoz hasonló mechanizmuson alapszik. A fájdalomérzékelés mechanizmusában is fontos szerepet töltenek be a vanilloid receptorok (TRPV), melyeknek feltételezett endogén ligandja az anandamid, melyet fájdalomcsökkentő gyógyszerek kutatása kapcsán fedeztek fel 1992-ben, és amely a fájdalomérzet idegi mechanizmusának megértéséhez vitt közelebb. A mechanizmus jelenleg is a kutatások középpontjában áll. 
Az ioncsatorna nyitását lehetővé tevő receptor elnevezése így értelemszerűen a szervezetben előforduló endogén anandamid receptorról kellene, hogy a nevét kapja. Miután az anandamidot csak 1992-ben fedezték fel, a receptor viszont – korábbról ismerten – a növényi eredetű ligandot, a kapszaicint nagy affinitással köti, így a receptor a kapszaicin kémiai nevéből származó vanilloid elnevezést kapta.

## A gyulladás és a kapszaicin kapcsolata
A fájdalomérző idegvégződések tartós ingerlése során a végződésekből helyi gyulladást kiváltó anyagok szabadulnak fel. Az ingerlés lehet fizikai irritáció, fertőzés vagy vegyi anyagok okozta tartós irritáció. Az általuk létrehozott gyulladásos reakció klasszikus tünete a területen kialakuló duzzanat, melegség, fájdalom és pirosság, mely részben az érkapillárisok tágulatának következménye. A kiinduló fájdalom kezdetben az idegvégződések ingerlésének közvetlen következménye. Ha az ingerlés hosszabb ideig tart, akkor az érintett területen többlépcsős reakciósorozat indul be, amely különböző szöveti fájdalmat kiváltani képes mediátort szabadít fel az érintett területen. A mediátorok (endogén gyulladást kiváltó anyagok) részben magából a fájdalomérző idegvégződésből, részben az azt körülvevő szövetből, sejtközötti állományból és immunsejtekből szabadulnak fel. A kémiai vagy fizikai ártalmak a fájdalomérző idegrostok végződéseiből – tehát a receptorok közeléből – is neuropeptideket szabadítanak fel, amelyek közül a neurokinin A (NKA), a P-anyag (substance P vagy SP) továbbá a CGRP (calcitonin gene-related peptide) játszik szerepet a gyulladásos reakciókban.
A kapszaicin a felsorolt mediátorok felszabadulását kiváltó anyagok egyike. A bőrre került kapszaicin egyik, szemmel is jól látható hatása a gyulladás, amelyben annak minden jellemző tünete (meleg, fájdalom, duzzanat, pirosság) megfigyelhető. A kapszaicinnek a gyulladáskeltő (flogisztikus) hatása az egyetlen olyan farmakológiai hatás, amelyet ma terápiásan alkalmaznak. A kapszaicin sok más hasonló kémiai gyulladáskeltő anyaggal szemben rendelkezik egy további karakterisztikus tulajdonsággal. Tartós használat során deszenzibilizálja a terület fájdalomérzését, vagyis fájdalomra érzéketlenné teszi a területet. Ez a hatás szintén fontos szerepet tölt be a kapszaicin terápiás alkalmazásában.

## A kapszaicin terápiás felhasználása
A kapszaicint alkoholos oldatban bedörzsölőszerként vagy kenőcs formájában lokálisan már régóta használják ízületi gyulladások, izomfájdalmak csökkentésére. A kapszaicin a bőrben található specifikus farmakológiai receptorához (TRPV1) kötődve kezdetben helyi gyulladást indít el, amely a szer folyamatos alkalmazása során ellentétes hatású, tartós gyulladáscsökkentő hatásba fordul. A hatás az érző idegvégződések és melegérző hőreceptorok kezdeti izgató hatásával, majd az azt követő deszenzibilizáló hatással magyarázható (lásd fent). Ennek részeként a tapintás és a hidegérzet tökéletes megtartása mellett fájdalomcsökkentő hatás és a neurogén gyulladás gátlása következik be. A krónikus fájdalmaknál, valamint a különösen makacs, úgynevezett neuropátiás fájdalmak enyhítésére sikerrel használható szer. Több országban 0,075%-os kapszaicin koncentrációjú kenőcs vagy 8%-os bőrtapasz formájában alkalmazzák.
Bár az orvostudomány számtalan fájdalomcsökkentő szert ismer és alkalmaz, de azok tökéletlensége és főként mellékhatásai miatt folyamatosan kutat új fájdalomcsillapítókat keresve. Újabban klinikai vizsgálatok kezdődtek olyan kapszaicin-receptor-agonistákkal, amelyek rendelkeznek erős neuronblokkoló (tehát fájdalomcsillapító) hatással, de ezt a hatást csak minimális izgatás, kezdeti gyulladás előzi meg.

## A kapszaicin a rákkutatásban
A WHO valamint több más, rákkutatással foglalkozó tudományos társaság (pl. American Association for Cancer Research) folyamatosan figyelemmel kíséri a Föld lakosságánál előforduló ráktípusok gyakoriságát és annak a populáción belüli eloszlását. Az adatokat számos szempontból elemzik, és többek között összevetik az adott területen élők táplálkozási szokásaival. Ilyen statisztikai elemzések mutattak rá arra, hogy bizonyos területeken, mint pl. Mexikóban, valamint Ázsia egyes országaiban (különösen Thaiföldön) szignifikánsan alacsonyabb a prosztatarák előfordulása, mint a Föld más területein. Az adatokat a táplálkozási szokásokkal összevetve jutottak arra a következtetésre, hogy az érintett területeken igen sok erőspaprikát fogyasztanak, ami a figyelmet a kapszaicin rákmegelőző hatására terelte.
A kapszaicin rákellenes hatását vizsgálva a laborkísérletek sikerrel igazolták a feltételezést, miszerint in vitro körülmények között prosztata szövettenyészeteken a kapszaicin gátolta azok rákos elfajulását. Az in vitro kísérletekből kiderült, hogy a kapszaicin azon koncentrációja, ami a terápiás hatás eléréséhez nélkülözhetetlen, 100–200 µM körüli érték, amely a sejtek megfelelő növekedését és szaporodását gátló hatással rendelkezik. Ugyanennek a koncentrációnak a beteg szervezetben való folyamatos fenntartása komoly mellékhatásokkal, kifejezett toxikus hatással járhat, mert számolni lehet a hőreguláció felborulásával, a hipotalamuszban található hőközpont tartós károsodásával (lásd a deszenzibilizációt fentebb). 
A kapszaicin erősen lipidoldékony alkaloid, ami azt jelenti, hogy a szervezetben való eloszlása nem egyenletes. A zsírszövetekben vagy magas zsírtartalmú sejtekben (ilyen a prosztata is) magasabb koncentrációban fordul elő, ott halmozódik fel. Feltehetően a napi táplálékkal rendszeresen sok kapszaicint fogyasztó férfiak prosztata szövetének kapszaicin koncentrációja magasabb egy életen át, ami elegendő a rákellenes hatás kifejtéséhez. A kapszaicin rákellenes hatásának klinikai kihasználása érdekében további kísérletek folynak, a molekula szerkezetének részleges átalakításával.

## A kapszaicin lázcsillapító hatása
Nagyobb mennyiségű erőspaprika elfogyasztása vagy kapszaicin bevétele a melegérző receptorok izgatásával izzadást provokál, ami a testhőmérséklet süllyedését váltja ki. Az izzadás és az azzal járó testhőmérséklet-esés a lázas betegnél is bekövetkezik, ezért használták a népgyógyászatban a váltóláz gyógyítására. A lázcsillapító hatás azonban nagyon rövid ideig áll fenn, a beteg láza a legtöbb esetben ismét felszökik. Hátránya a kezelésnek, hogy az egyébként is sok erőspaprikát fogyasztó személyek már hozzászoktak, azaz deszenzibilizálódtak a tartós fogyasztás során, ezért az ő esetükben a hőmérséklet-süllyedést nem lehet kiváltani. A kapszaicin lázcsillapítóként való használatát a modern, hosszú hatást biztosító lázcsillapítók háttérbe szorították.

## A kapszaicin hatása a tápcsatornára
A kapszaicin elsősorban a táplálékkal kerül az emberi szervezetbe, ezért a tápcsatornára gyakorolt közvetlen hatása orvosi szempontból mindig releváns kérdés. A hatást illetően megoszlanak az orvosi vélemények azzal kapcsolatosan, hogy van-e káros hatása a tápcsatornára. Hosszú ideig tartotta magát az a nézet, hogy a kapszaicin a gyomor és bélhámsejtek gyulladásos állapotát hozza létre, és szerepet játszik a gyomorfekély kialakulásában. A kapszaicin természetesen csak ott képes kifejteni a hatását, ahol a neuronokban fájdalomérző receptorok találhatók TRPV1-csatornákkal. A tápcsatornára ez jellemző, ezért a bőrön megfigyelt módon érzékenyen reagál az erőspaprika fogyasztásra. Mint az fentebb részletesen tárgyalva lett, a kapszaicinnek kettős hatás van. A receptorokon keresztül először gyulladást generál, majd a receptorok deszenzibilizálása következtében a tartós kapszaicinfogyasztás gyulladáscsökkentő hatásba fordul. Ez a kettős hatás a tápcsatorna nyálkahártyájára is igaz. Megfigyelhető, hogy erőspaprikát (tehát kapszaicint) ritkán használók körében annak elfogyasztása nehezen viselhető égető érzést vált ki a szájban, majd intenzív gyomorsav termelést és gyomorégést generál. Ez a tünet egyértelműen a kapszaicin kezdeti gyulladáskeltő hatásának bizonyítéka. Ugyanakkor az erőspaprikát folyamatosan nagyobb mennyiségben fogyasztóknál ez a jelenség nem tapasztalható. Ennek feltehetően a receptorok érzéketlenné válása – tehát azok deszenzibilizációja – lehet az oka.
A sok erőspaprikát fogyasztó populációk statisztikai adatainak elemzésével és a hozzá kapcsolódó laborvizsgálatokkal azt próbálták kideríteni, hogy a gátló hatás érvényesül-e más, gyulladást kiváltó szerek hatásának gátlásában? Ismert tény, hogy a Helicobacter pylori baktérium az emberi populáció jelentős százalékában megtalálható a tápcsatornában, elsősorban a gyomor falában, a patkóbélben és ott gyakran gyulladást vált ki. A tartós gyulladás fekélyt, majd idővel rákot okozhat. A statisztikai adatok elemzése azt mutatta, hogy az ilyen gyulladások, fekélyek és azok rákos elfajulása szignifikánsan alacsonyabb a rendszeres erőspaprika fogyasztók körében. A jelenség egyértelműen nem baktericid hatással magyarázható – a kapszaicinnek ilyen hatása nem ismert –, de a Helicobacter-fertőzés káros következményét gátolni képes.
Bár az erőspaprikát fogyasztók körében a kapszaicinnek a tápcsatornára gyakorolt kedvező hatása statisztikai adatok alapján meggyőzőnek tűnik, a tudományos vita e kérdésben tovább folyik. Az ellenzők arra hívják fel a figyelmet, hogy az erőspaprikát fogyasztókra általában az a jellemző, hogy a paprika mellett sok más fűszert is használnak, fűszeresebben táplálkoznak, mint a statisztikában kontrollnak használt populáció. Ez a kapszaicin kiemelt szerepét megkérdőjelezi. A vitatott kérdés eldöntésére indított tudományos igényű laborkísérletek még nem zárultak le.